# Saint-Cricq-du-Gave
Saint-Cricq-du-Gave é uma comuna francesa na região administrativa da Nova Aquitânia, no departamento Landes. Estende-se por uma área de 8,69 km². Em 2010 a comuna tinha 436 habitantes (densidade: 50,2 hab./km²).